# Hvězda (Góry Stołowe)
Hvězda (pol. Gwiazda lub Policka Góra) – szczyt (674 m n.p.m.) w Czechach, w Górach Stołowych (czes. Broumovská vrchovina), w Broumowskich Ścianach (Broumovské stěny).
Wzniesienie położone jest w granicach czeskiego parku narodowego (Chráněna krajinná oblast Broumovsko – CHKO Broumovsko), w środkowo-wschodniej części Broumowskich Ścian, stanowiących czeską część Gór Stołowych, około 12,0 km na północny zachód od Radkowa.
Wzniesienie o charakterystycznym kształcie i zboczach przechodzących w pionowe ściany z wyraźną płaską częścią szczytową jest jednym z wyższych i najbardziej atrakcyjnym wzniesieniem Broumowskich Ścian. Położone jest na wierzchowinie szczytowej, zbudowanej z górnokredowych piaskowców ciosowych, które opadają ku północnemu wschodowi wielometrowej wysokości ścianami, a w niższych partiach przechodzą w strome zbocza, porośnięte lasem regla dolnego. Zbocza południowe są łagodne, pocięte wąwozami.
Mimo niewielkiej wysokości bezwzględnej wzniesienie widoczne jest z daleka jako blok skalny porośnięty lasem. Piaskowcowa powierzchnia szczytu jest popękana i poprzecinane małymi szczelinami skalnymi. Na szczycie, na krawędzi obrywu znajduje się barokowa kaplica Matki Bożej Śnieżnej na górze Hvězda, zbudowana w 1733 z piaskowca ciosowego na rzucie pięcioramiennej gwiazdy, przez opata klasztoru z Broumova Othmara Zinkego według projektu K. I. Dientzehofera. Na szczycie w pięknym drewnianym budynku postawionym na kamiennej podmurówce, na wysokości 674 m n.p.m., znajduje się schronisko turystyczne Chata Hvězda. Schronisko zostało wybudowane w latach 1854–1856 w stylu szwajcarskim przez Jana Napomucena Rottera. Obecnie mieści się w nim gospoda. Obok kaplicy na skałach położony jest punkt widokowy, z którego rozciąga się panorama Broumova i okolic (Góry Suche, Góry Sowie).
Nazwa góry pochodzi od krzyża z pozłacaną pięcioramienną gwiazdą, ustawionego na szczycie w 1670 roku jako punkt orientacyjny dla podróżnych.

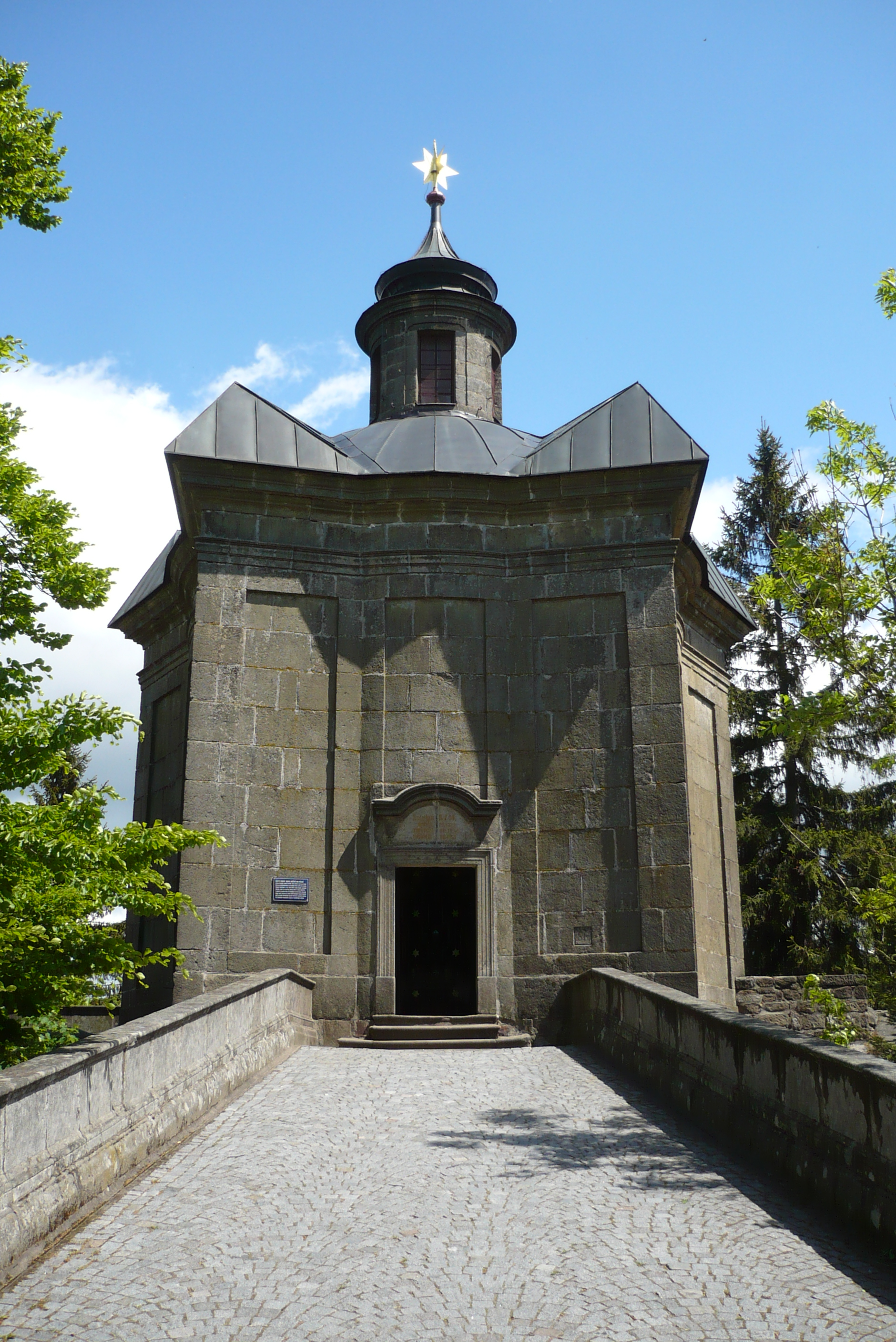
Kaplica od frontu
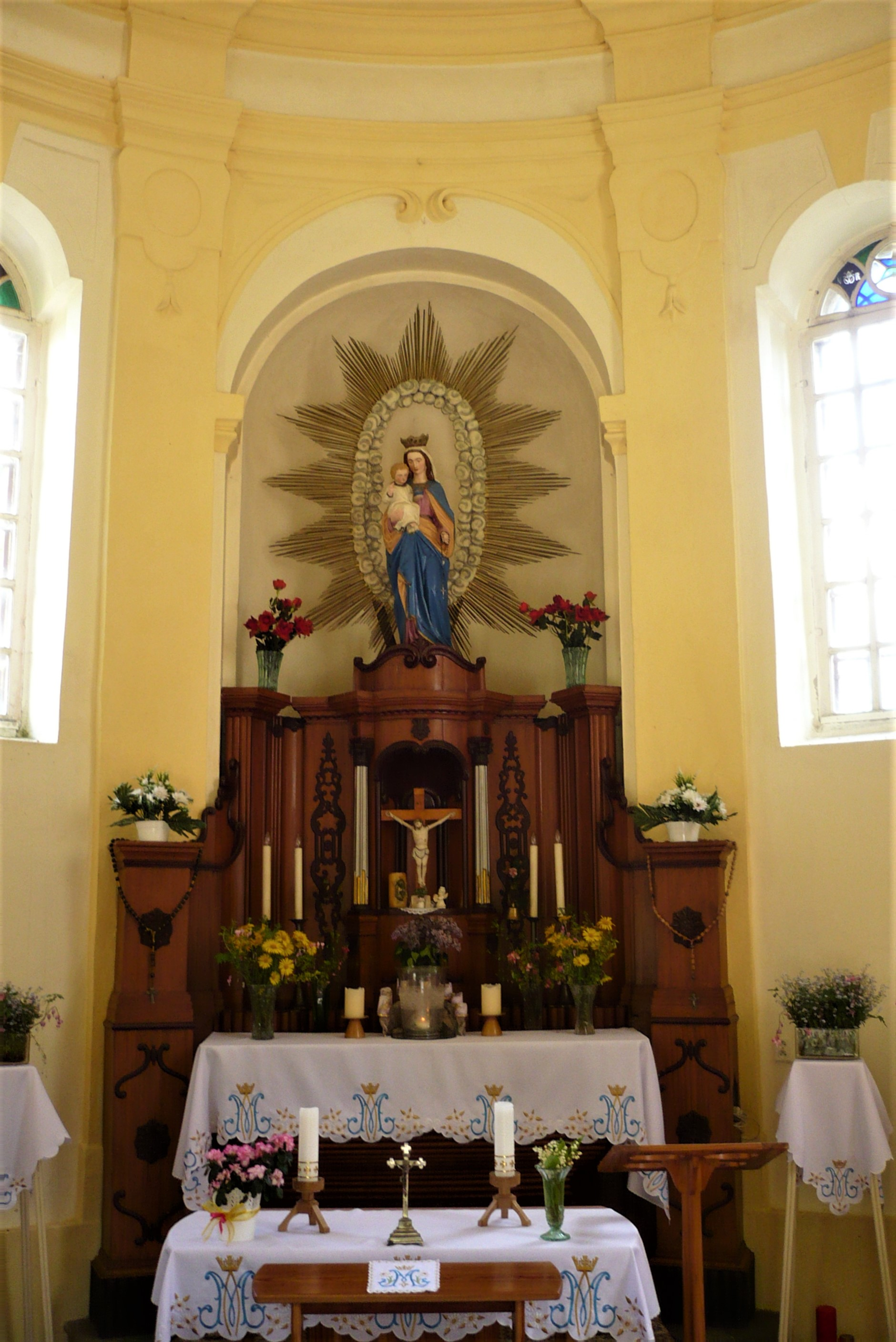
Ołtarz
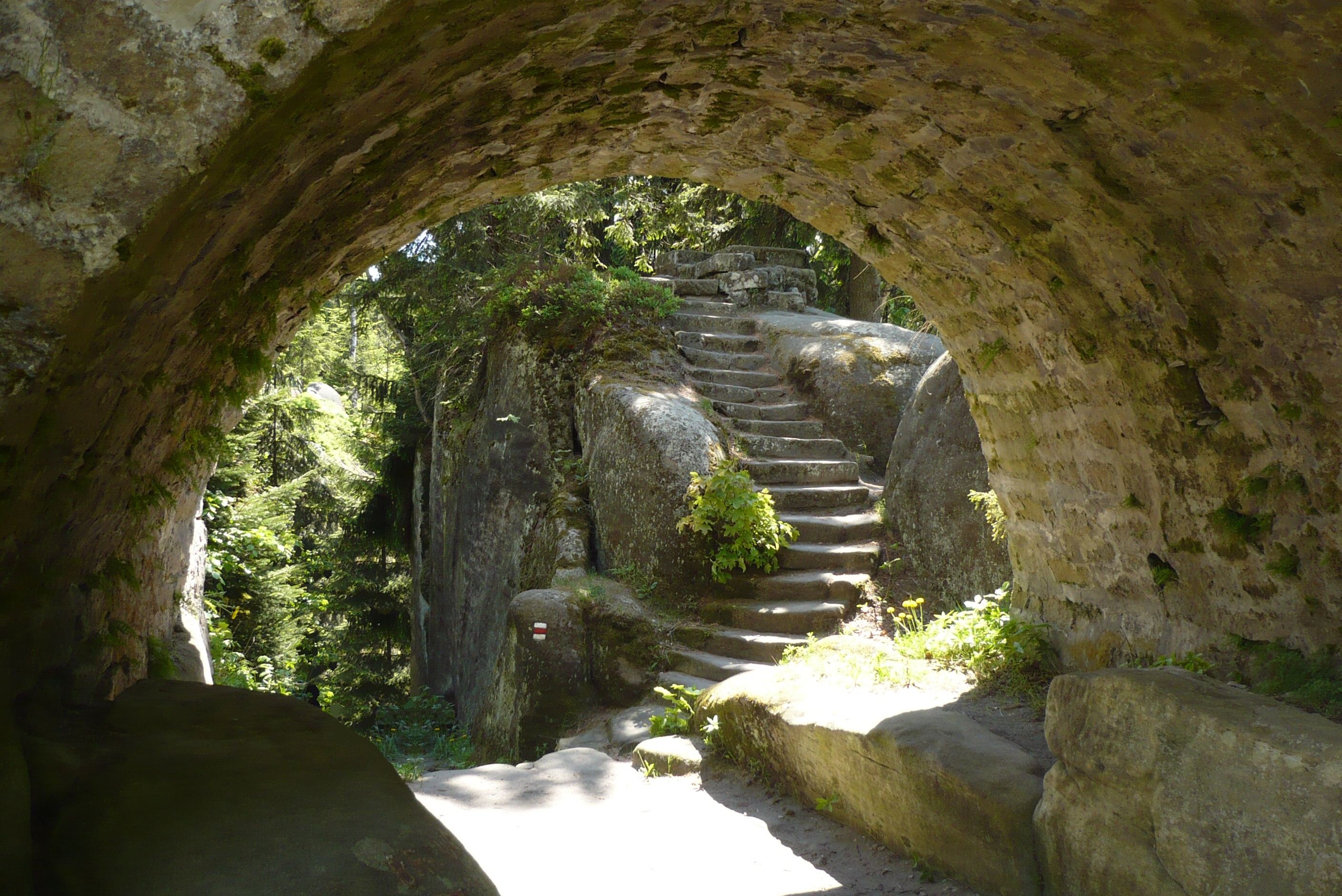
Most do kaplicy
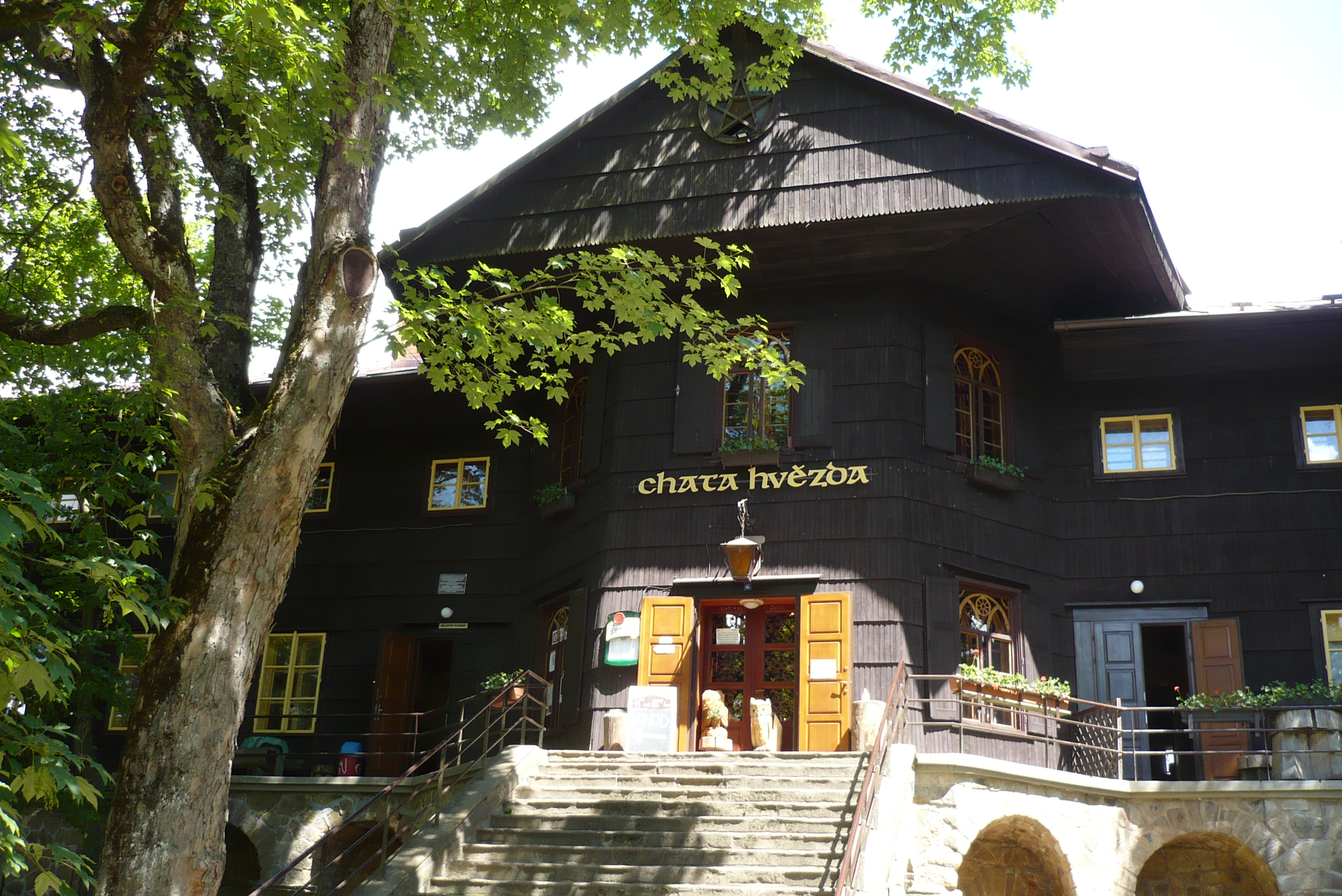
Schronisko
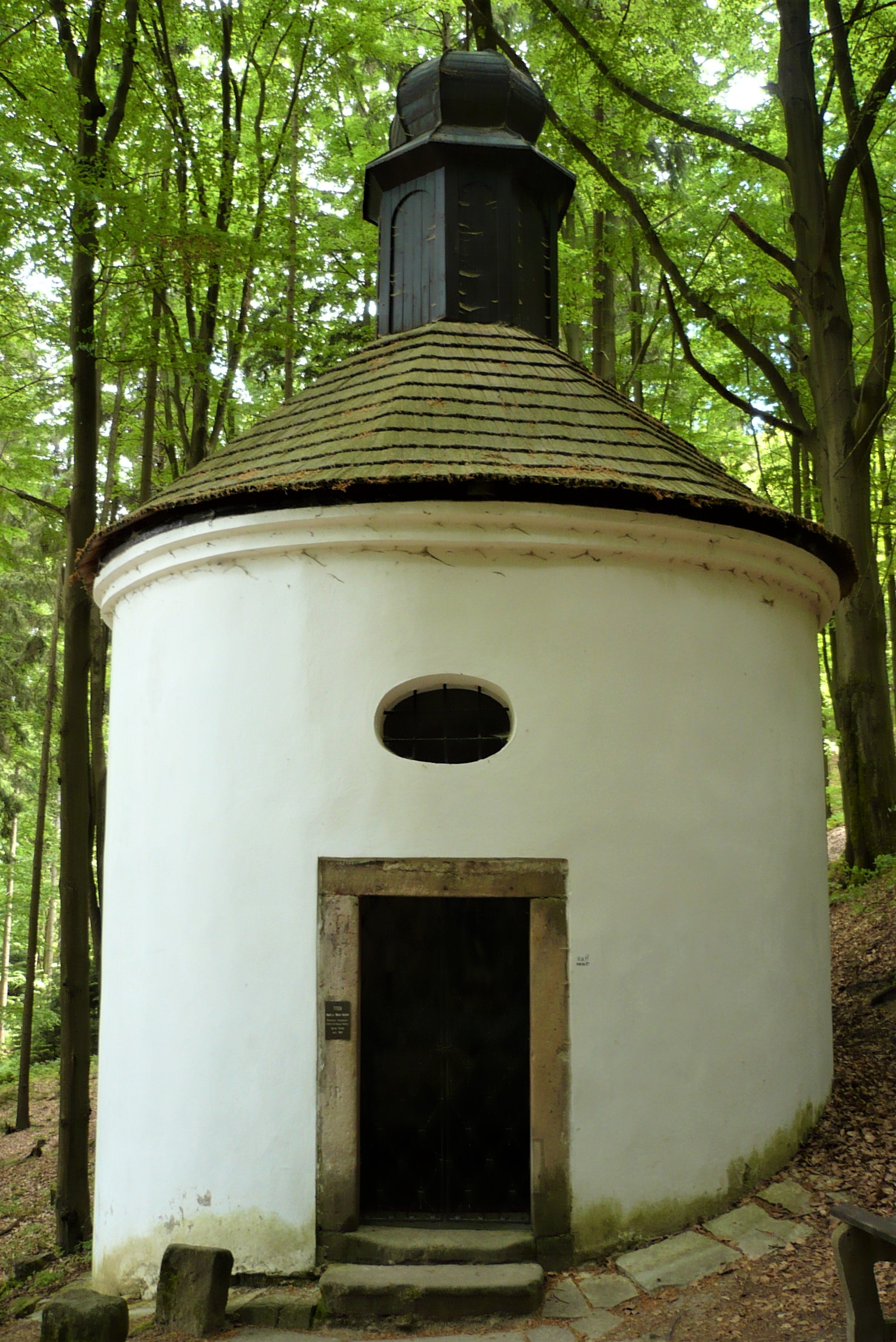
Kaplica MB Śnieżnej pod Hvězdą z 1709
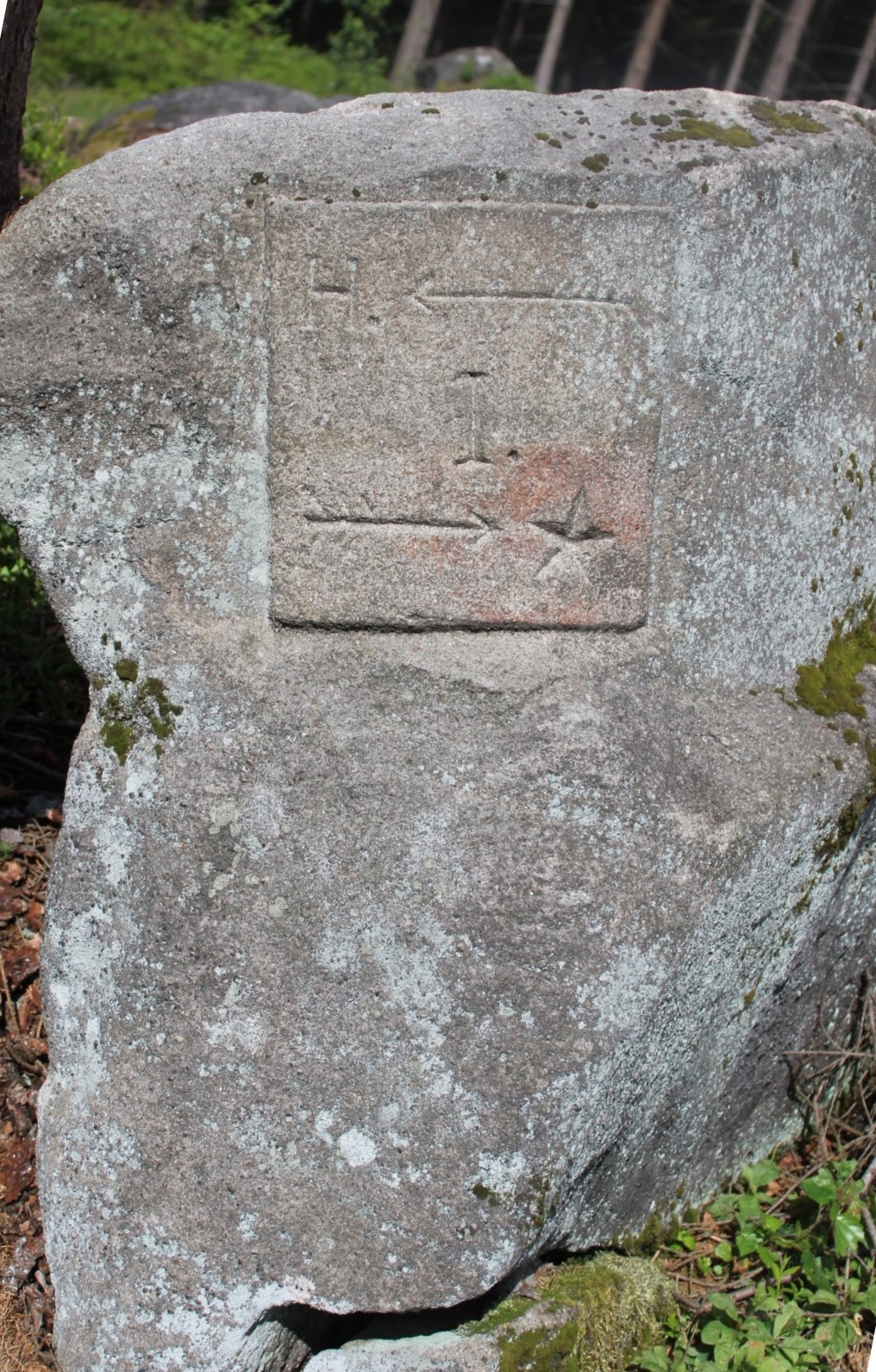
Znak na Hvezdę